# ワークフローシステム
ワークフローシステムとは、電子化された申請書や通知書をあらかじめ決められた作業手順（決裁ルート）に従い、集配信する（デリバリーする）、決裁処理を行うこと。稟議・報告書・届出申請の承認手続きを電子化して、スピード向上、業務効率化、内部統制強化を図る機能である。
近年では、インターネット・イントラネットの技術向上に伴い、ウェブブラウザを使用したシステムが主流になっている。このタイプはクライアント側が専用ソフトを必要としないため、ホストのみ設置すれば良く、初期投資が低く抑えられ、クライアントのオペレーティングシステム (OS) を選ばないという利点がある。
ワークフローシステムは、情報システム間のフローを処理するシステムワークフローと人と人のフローを処理するヒューマンワークフローに分類することができる。また、別の分類としては、ステートマシン型（ヒューマンワークフローではコラボレーション型）、シーケンスフロー型がある。
ここでは、ヒューマンワークフローの説明を行う。

## 導入効果
- 申請から決裁の期間短縮、ペーパーレス化による意思決定の迅速化
- 記入、計算、集計、コピー、回送等の作業時間の短縮による事務作業の効率化・正確化
- 業務プロセスの標準化や決裁履歴の保存による内部統制の強化

## 主な機能
ワークフローシステムが有する主な機能は以下の通りである。
- 決裁ルート：通常経路、条件分岐、代行依頼、後閲、合議等々
- 決裁ルート自動生成：設定された項目により入力値から判断して承認ルートを自動で作成する
- 決裁種別：申請、審議、決裁、回覧、同報
- フォーマット：雛形になる申請書（テンプレートの多さより、自由に作成できる機能を重視）
- 経費申請：経費関係承認手続きの電子決裁化により、業務効率化や月次決算迅速化を図る機能。「交通費」「出張旅費」「各種購入」「接待交際費」「仮払い」等の申請書に使用できる
- 経費連携：経費申請の決裁後確定されたデータを経理システムへ連携する機能
- 勤怠申請：通常外勤務の実績把握と業務効率化を図る機能。「時間外勤務申請」「休暇申請」「代休申請」等の申請書に使用可能。
- ファイル添付：専用帳票以外のファイル、イメージデータファイルを添付することで決裁者が別のソフトウェアを介することなく申請書類やエビデンスを確認可能。

## 決裁ルート操作機能
ワークフローシステムは、作成済みの決裁ルートに対して以下の操作を行うことにより、ワークフローを動作させる。
- 申請：ワークフローインスタンスを開始する。
- 承認：承認待ち状態のワークフローを承認し、決裁ルートの次のステップに進める。
- AND承認：同じステップに複数の承認者が存在する場合、承認者全員が承認を行った時点で先のステップに進む承認。
- OR承認：同じステップに複数の承認者が存在する場合、任意の一人の承認者が承認を行った時点で先のステップに進む承認。
- 決裁：決裁ルートの最終ステップを承認する。
- 差し戻し：承認待ち状態のワークフローを却下し、決裁ルートの前のステップに戻す。戻す先は、申請者であっても承認者であってもよい。

なお、差し戻し処理後、誰が処理を再開するかによって2通りある。
- 被差し戻し者から再開する：差し戻された者（被差し戻し者）が、再申請または再承認することによりワークフローを再開する。
- 差し戻し者から再開する：被差し戻し者が、再申請または再承認した後、ワークフローは差し戻し者まで自動的に移動する。その後、差し戻し者が承認することによりワークフローを再開する。
- 引き上げ承認：現在承認待ちの承認者が承認を行うのでなく、先のステップに存在する承認者が承認を行う。この場合、承認待ちの承認者は順番を抜かされた状態になる。
- 承認の取り消し：既に承認済みの承認者が、先のステップに進んだワークフローを自分のステップに戻す。その後、再承認してワークフローを再開する。
- 申請の取り消し：申請者が、先のステップに進んだワークフローを自分のステップに戻す。その後、再申請してワークフローを再開する。
- キャンセル：ワークフローインスタンスを非アクティブ状態にする。
- バッチ申請：日次、週次、月次等定期的に発生するルーチンワークを事前登録することにより、ワークフローインスタンスを開始する。

## ワークフロー一覧取得機能
ワークフローシステムは、動作中のワークフロー群の中から、目的にあった状態の一覧を取得できる。
- 承認待ち一覧：指定したユーザが承認待ち状態のワークフローの一覧を取得する。この一覧は差し戻し可能一覧を同じである。
- 引き上げ承認可能一覧：指定したユーザが引き上げ承認可能なワークフローの一覧を取得する。
- 取り消し可能一覧：指定したユーザが取り消し処理可能なワークフローの一覧を取得する。
- 再申請一覧：指定したユーザが再申請可能なワークフローの一覧を取得する。
- 承認履歴：指定したワークフローの承認履歴を取得する。
- ユーザリスト：指定したワークフローの決裁ルートに存在するユーザの一覧を取得する。

## ワークフローシステムのアーキテクチャ
一般的なワークフローシステムは、ワークフローアプリケーションとワークフローエンジンから構成される。ワークフローアプリケーションとは、データの入出力や業務ロジックを実装したアプリケーションである。ワークフローエンジンとは、ルート上のフローを管理するミドルウェアである。